# Силикатни
Силикатни (на руски: Силикатный) е селище от градски тип в Русия, разположено в Сенгилеевски район, Уляновска област. Населението му към 1 януари 2018 година е 2777 души.